# コタエル信託
コタエル信託株式会社（コタエルしんたく）は、東京都千代田区に本社を置く会社。
信託型ストックオプション(時価発行新株予約権信託)始めとする、新株予約権・株式を中心とした信託ソリューションの開発・提供をしている管理型信託会社である。

## 概要
創業者で弁護士の松田良成が2014年に開発した信託型ストックオプション（時価発行新株予約権信託）を中心とした信託ソリューションの開発・提供を目的に、2020年10月に開業。
管理型信託会社 関東財務局長(信)第19号。
創業者が開業前から導入支援を行っている信託型ストックオプション（同社の登録商標名は時価発行新株予約権信託）は、導入後にIPOをした企業数が2021年に20社、2022年には14社に上っており、同社開業から2023年1月時点で累計263件の導入実績を有する。

## 沿革
- 2014年6月5日 - 創業者による時価発行新株予約権信託の第1号案件実施
- 2018年10月25日 - 準備会社設立
- 2020年9月25日 - 管理型信託業の登録完了
- 2020年10月15日 - 開業

## 主な取扱い商品
- 時価発行新株予約権信託（信託型ストックオプション）
  - 有償ストックオプション信託
    - 取崩し交付タイプ
    - 凍結タイプ

  - 1円ストックオプション信託
    - 取崩し交付タイプ
    - 凍結タイプ
- コール・オプション信託

## 時価発行新株予約権信託の主な導入企業
- ラクスル株式会社[5]
- 株式会社エニグモ[6]
- UUUM株式会社[7]
- 株式会社IDOM[8]
- 株式会社エフ・コード[9]
- リネットジャパングループ株式会社[10]
- フォースタートアップス株式会社[11]
- 株式会社鎌倉新書[12]
- 株式会社INFORICH[3]
- 株式会社トリドリ[3]
- 株式会社ELEMENTS[3]
- 株式会社AViC[3]
- 株式会社M&A総合研究所[3]
- HYUGA PRIMARY CARE株式会社[2]
- 株式会社コアコンセプト・テクノロジー[2]
- 株式会社エクサウィザーズ[2]
- 株式会社GRCS[2]
- 株式会社Photosynth[2]